# Chandeleur Islands

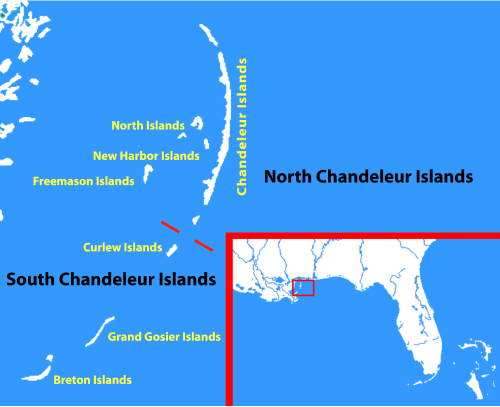
Karte der Chandeleur Islands

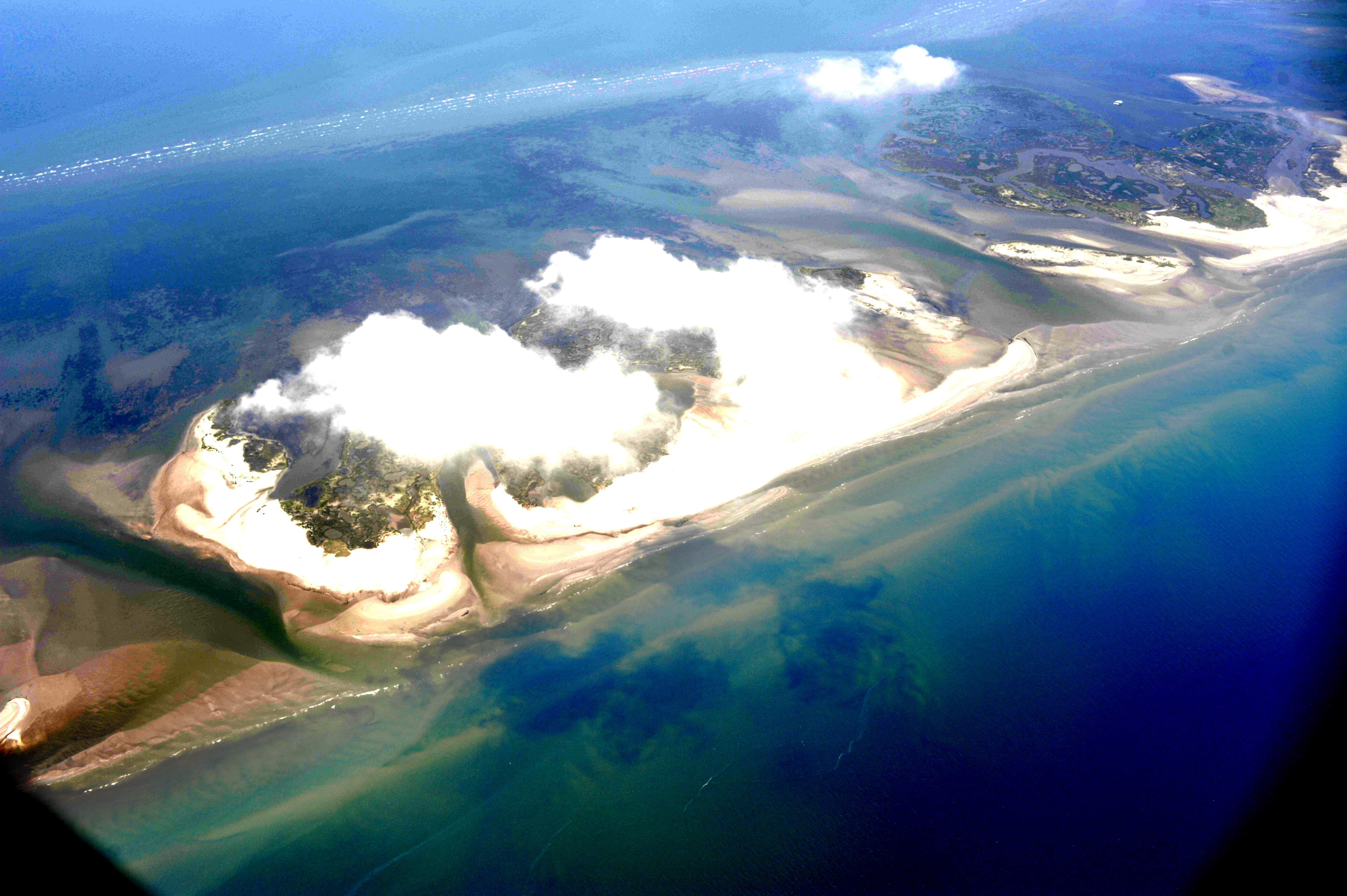
Ölverschmutzung von Oberflächen- und Tiefenwasser am 3. Juni 2010

Die Chandeleur Islands, älter auch Candlemas Islands, sind eine rund 90 Kilometer lange, flache, unbewohnte Inselkette im Golf von Mexiko vor der Küste Louisianas, dessen östlichster Punkt auf ihnen liegt. Sie gehören zum Territorium des St. Bernard Parish.
Die Inseln erhielten ihren Namen im frühen 18. Jahrhundert durch französische Siedler nach dem religiösen Fest der Darstellung des Herrn (frz. chandeleur, 2. Februar). Als bedeutende Zugvogel-Station sind die Inseln Teil des Breton National Wildlife Refuge. Bis zu ihrer Zerstörung durch einen Hurrikan im Jahre 1915 befand sich eine Fischersiedlung auf den Inseln, früher wurde auf ihnen auch Landwirtschaft betrieben.
Die Chandeleur Islands liegen auf einer Sandbank, die durch Schwemmablagerungen des Mississippi-Deltas entstanden ist. Im Laufe der Geschichte änderte sich die Form der Inseln beständig, sie wurden dabei kleiner und drifteten beständig landwärts. Auch die häufigen Hurrikane und Sturmfluten haben die Form der Inseln ständig verändert, durch die Auswirkungen der Hurrikane George (1989) und Katrina (2005) wurde die Landfläche des Archipels erheblich minimiert. Der zuletzt im Wasser stehende, 1960 erbaute Leuchtturm an der Nordspitze wurde durch Katrina völlig zerstört. Einer Studie der University of New Orleans zufolge haben sich die charakteristischen Sandablagerungen, die bisher nach Tropenstürmen die Basis für eine Wiederbildung der Inseltopografie bildeten, nach „Katrina“ kaum gezeigt, so dass die Zukunft der Inseln unsicher ist.

## Gliederung
Die Chandeleur Islands bestehen aus 7 Inselgruppen:
- North Chandeleur Islands
  - Chandeleur Islands (im engeren Sinne)
  - North Islands
  - New Harbor Islands
  - Freemason Islands
- South Chandelier Islands
  - Curlew Islands
  - Grand Gosier Islands
  - Breton Islands

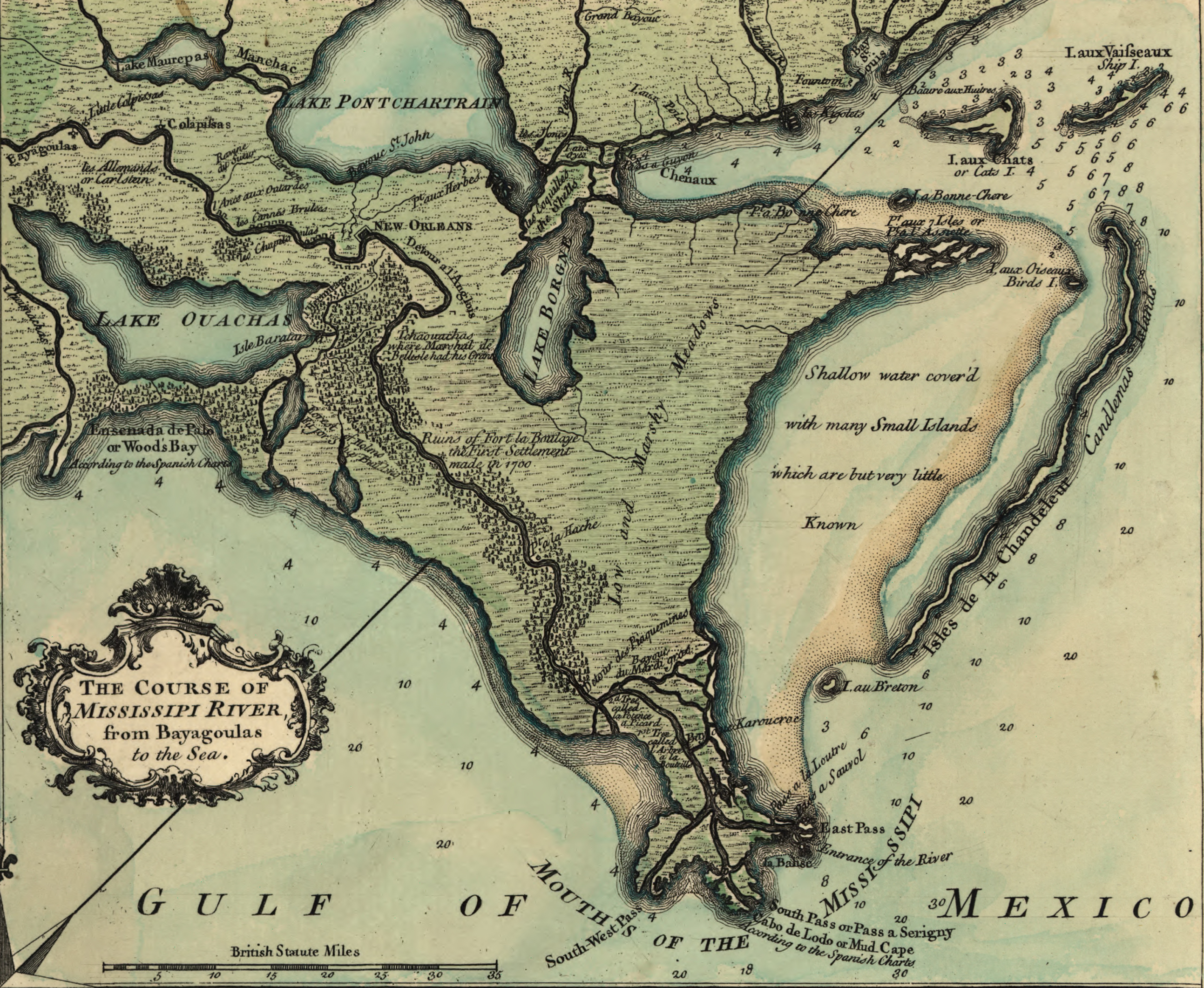
Karte von 1720
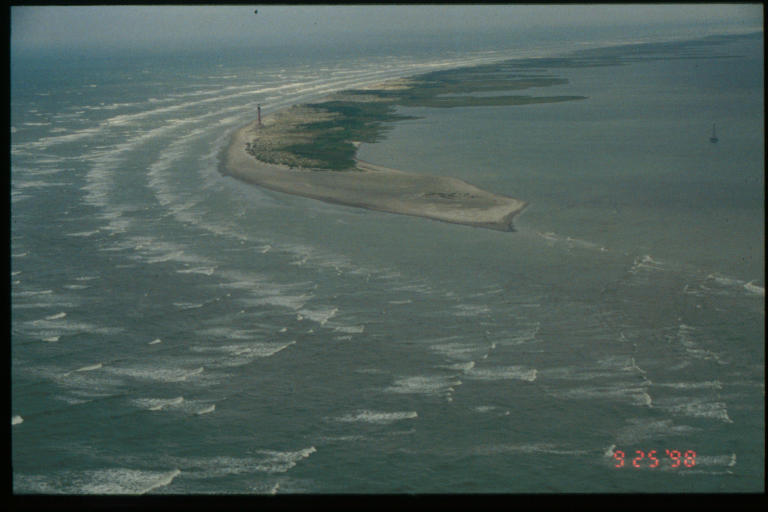
Nordspitze vor …
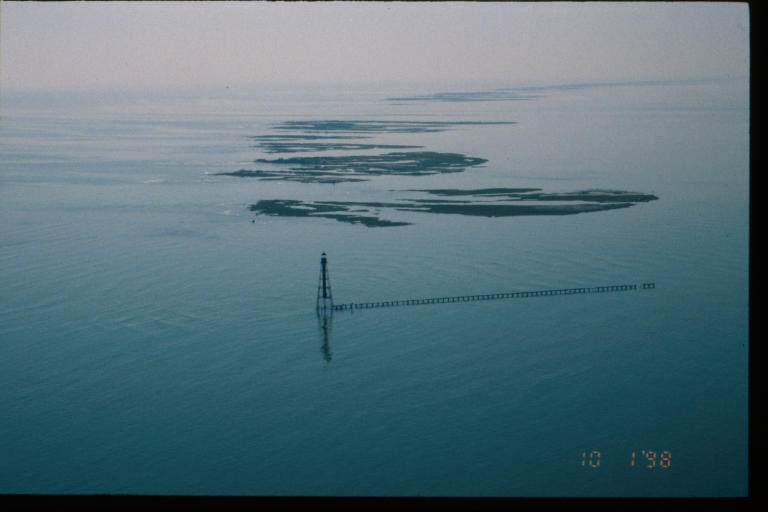
… und nach dem Hurrikan George (1989)
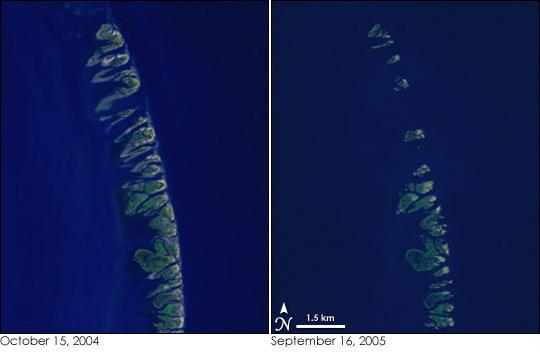
Die Nordspitze der Chandeleur Islands vor und nach dem Hurrikan Katrina